# Victor Loret
Victor Clement Georges Philippe Loret (1. rujna 1859. – 3. veljače 1946.) bio je francuski egiptolog. Studirao je zajedno s Gastonom Masperom.
1898. Loret je otkrio grobnicu KV35 u Dolini kraljeva, u kojoj je pronađeno nekoliko mumija faraona. Pronašao je i piramidu kraljice Kuit II.